# Anna Pawełczyńska
Anna Pawełczyńska (* 22. April 1922; † 21. Juni 2014) war eine polnische Soziologin. Wegen ihrer Beiträge zur Soziologie des Konzentrationslagers wurde sie über Polen hinaus bekannt.
Pawełczyńska gehörte während des Zweiten Weltkrieges dem polnischen Widerstand an, wurde 1942  verhaftet und war von Mai 1943 bis Oktober 1944 Häftling im KZ Auschwitz-Birkenau. Danach wurde sie in ein Außenlager des KZ Flossenbürg deportiert, aus dem sie im April 1945 floh.
Nach Kriegsende studierte sie von 1945 bis 1949 Soziologie und arbeitete nach dem Magisterexamen als Wissenschaftliche Mitarbeiterin an der Erforschung der Jugendkriminalität. 1960 wurde sie an der Universität Warschau mit einer Arbeit zur Jugendkriminalität in Gruppen promoviert. 1966 habilitierte sie sich dann für das Fach Soziologie.

## Ausgewählte Publikationen
- Przestępczość grup nieletnich, KiW, Warschau 1964
- Studia nad czytelnictwem, PWN, Warschau 1969
- Wartości a przemoc. Zarys socjologicznej problematyki Oświęcimia, PWN, Warschau 1973 (nagroda Polskiego Towarzystwa Socjologicznego im. Stanisława Ossowskiego), PWN, Warszawa 1995, Test, Lublin 2001; (engl.): University of California Press, 1979 i 1980; (deutsch, übersetzt von Jochen August): PMAB, Auschwitz 2001,
- Czas człowieka, Ossolineum, Breslau 1986
- Praca i uczciwość, red., Warschau 1992
- Wartości i ich przemiany, red, Warschau 1992
- Drogi do szczęścia, WSiP, Warschau 1993
- Koni żal, Warschau 2003
- Głowy hydry. O przewrotności współczesnego zła., Lublin, 2004
- Koniec kresowego świata Lublin, 2003 i 2005 (ausgezeichnet mit dem Literaturpreis Józef Mackiewicz)

### Deutsche Übersetzungen
- Werte gegen Gewalt : Betrachtungen einer Soziologin über Auschwitz, Oświęcim : Verl. des Staatlichen Museums Auschwitz-Birkenau, 2001. ISBN 83-85047-91-3.